# Euphorbia garkeana
Euphorbia garkeana är en törelväxtart som beskrevs av Pierre Edmond Boissier. Euphorbia garkeana ingår i släktet törlar, och familjen törelväxter. Inga underarter finns listade i Catalogue of Life.